# César pro nejlepší krátkometrážní film
César pro nejlepší krátkometrážní film byla jedna z kategorií francouzské filmové ceny César. Kategorie existovala v letech  1992 až 2021. Od roku 2022 jsou udělovány ceny v kategoriích nejlepší krátkometrážní fikce a nejlepší krátkometrážní dokument.

## Vítězové a nominovaní

### 90. léta
- 1992: 25 décembre 58, 10h36 – Diane Bertrand
  - Haut pays des neiges – Bernard Palacios
  - Herman Heinzel, ornithologue – Jacques Mitsch
  - La Saga des glaises – David Ferre, Olivier Thery Lapiney

- 1993: Versailles Rive-Gauche – Bruno Podalydès
  - Hamam – Florence Miailhe
  - Le balayeur – Serge Elissalde
  - Omnibus – Sam Karmann

- 1994: Gueule d'atmosphère – Olivier Péray
  - Comment font les gens – Pascale Bailly
  - Empreintes – Camille Guichard
  - Ex-memoriam – Beriou

- 1995: Šroub – Didier Flamand
  - Deus ex machina – Vincent Mayrand
  - Elles – Joanna Quinn
  - Emilie Muller – Yvon Marciano

- 1996: Mnich a ryba – Michaël Dudok De Wit
  - Corps inflammables – Jacques Maillot
  - Le bus – Jean-Luc Gaget
  - Roland – Lucien Dirat

- 1997: Madame Jacques sur la croisette – Emmanuel Finkiel
  - Dialogue au sommet – Xavier Giannoli
  - Un taxi Aouzou – Issa Serge Coelo
  - Une robe d'été – François Ozon
  - Une visite – Philippe Harel

- 1998: Des majorettes dans l'espace – David Fourier
  - Ferrailles – Laurent Pouvaret
  - Seule – Érick Zonca
  - Tout doit disparaître – Jean-Marc Moutout
  - Stará dáma a holubi – Sylvain Chomet

- 1999: L'Interview – Xavier Giannoli
  - La Vieille Barrière – Lyèce Boukhitine
  - Les Pinces à linge – Joël Brisse
  - Tueurs de petits poissons – Alexandre Gavras
  - La Vache qui voulait sauter par-dessus l'église – Guillaume Casset

### 0. léta
- 2000: Sale battars – Delphine Gleize
  - À l'ombre des grands baobabs – Rémy Tamalet
  - Acide animé – Guillaume Bréaud
  - Camping sauvage – Abd-el-Kader Aoun, Giordano Gederlini
  - Rue bleue – Chad Chenouga

- 2001: dva vítězové
  - Salam – Souad El-Bouhati
  - Un petit air de fête – Éric Guirado
    - Tam na konci světa – Konstantin Bronzit
    - Le Puits – Jérôme Boulbès

- 2002: Dostaveníčko jedné letní noci – Florence Miailhe
  - Des morceaux de ma femme – Frédéric Pelle
  - Les Filles du douze – Pascale Breton
  - Millevaches (expérience) – Pierre Vinour
  - La Pomme, la Figue et l'Amande – Joël Brisse

- 2003: Peau de vache – Gérald Hustache-Mathieu
  - Candidature – Emmanuel Bourdieu
  - Ce vieux rêve qui bouge – Alain Guiraudie
  - Squash – Lionel Bailliu

- 2004: L'Homme sans tête – Juan Solanas
  - La Chatte andalouse – Gérald Hustache-Mathieu
  - Počkám na další – Philippe Orreindy
  - Pacotille – Éric Jameux

- 2005: Cousines – Lyes Salem
  - Hymne à la gazelle – Stéphanie Duvivier
  - La Méthode Bourchnikov – Grégoire Sivan
  - Les Parallèles – Nicolas Saada

- 2006: After Shave (Beyrouth après-rasage) – Hany Tamba
  - La Peur, petit chasseur – Laurent Achard
  - Obras – Hendrick Dusollier
  - Sous le bleu – David Oelhoffen

- 2007: Fais de beaux rêves – Marilyne Canto
  - Bonbon au poivre – Marc Fitoussi
  - La Leçon de guitare – Martin Rit
  - Le mammouth Pobalski – Jacques Mitsch
  - Les Volets – Lyèce Boukhitine

- 2008: Le Mozart des pickpockets – Philippe Pollet-Villard
  - Ousmane – Dyana Gaye
  - Premier voyage – Grégoire Sivan
  - La Promenade – Marina de Van
  - Rachel – Frédéric Mermoud

- 2009: Les Miettes – Pierre Pinaud
  - Les Paradis perdus – Hélier Cisterne
  - Skhizein – Jérémy Clapin
  - Taxi wala – Lola Frederich
  - Une leçon particulière – Raphaël Chevènement

### 10. léta
- 2010: C'est gratuit pour les filles – Claire Burger, Marie Amachoukeli
  - ¿Dónde está Kim Basinger? – Édouard Deluc
  - La Raison de l'autre – Foued Mansour
  - Séance familiale – Cheng-Chui Kuo
  - Les Williams – Alban Mench

- 2011: Logorama – H5
  - Mladý krejčí – Louis Garrel
  - Děvka a kuře – Clément Michel
  - Monsieur l'abbé – Blandine Lenoir
  - Saint-Louis Blues – Dyana Gaye

- 2012: Ladič pian – Olivier Treiner
  - La France qui se lève tôt – Hugo Chesnard
  - J'aurais pu être une pute – Baya Kasmi
  - Je pourrais être votre grand-mère – Bernard Tanguy
  - Un monde sans femmes – Guillaume Brac

- 2013: Le Cri du homard – Nicolas Guiot
  - To není film o kovbojích – Benjamin Parent
  - Ce qu'il restera de nous – Vincent Macaigne
  - Les meutes – Manuel Schapira
  - La Vie parisienne – Vincent Dietschy

- 2014: Než o všechno přijdeme – Xavier Legrand
  - Bambi – Sébastien Lifshitz
  - Soud – Jean-Bernard Marlin
  - Ještěrky – Vincent Mariette
  - Marseille la nuit – Marie Monge

- 2015: Žena z Ria – Emma Luchini, Nicolas Rey
  - Aïssa – Clément Tréhin-Lalanne
  - Inupiluk – Sébastien Betbeder
  - Les Jours d'avant – Karim Moussaoui
  - Kam odložím svou cudnost – Sébastien Bailly
  - La Virée à Paname – Carine May, Hakim Zouhani

- 2016: Zadní ulička – Cécile Ducrocq
  - Le Dernier des céfrans – Pierre-Emmanuel Urcun
  - Essaie de mourir jeune – Morgan Simon
  - Guy Moquet – Demis Herenger
  - Mon héros – Sylvain Desclous

- 2017: dva vítězové
  - Maman(s) – Maïmouna Doucouré
  - Vers la tendresse – Alice Diop
  - Après Suzanne – Félix Moati
  - Au bruit des clochettes – Chabname Zariab
  - Chasse Royale –  Lise Akoka, Romane Gueret

- 2018: Plážovky – Alice Vial
  - French – Josza Anjembe
  - Povstaň, Kinshaso! – Sébastien Maître
  - Marlon – Jessica Palud
  - Bídníci – Ladj Ly

- 2019: Les Petites mains – Rémi Allier
  - Bragino – Clément Cogitore
  - Les Indes galantes – Clément Cogitore
  - Kapitalistis – Pablo Muñoz Gomez
  - Laissez-moi danser – Valérie Leroy

### 20. léta
- 2020: Pile Poil – Lauriane Escaffre a Yvonnick Muller
  - Beautiful Loser – Maxime Roy
  - Ahmedova píseň – Foued Mansour
  - Chien bleu – Fanny Liatard a Jeremy Trouilh
  - FC Nefta – Yves Piat

- 2021: Qu'importe si les bêtes meurent – Sofia Alaoui
  - Propuštěný – Josza Anjembe
  - Je serai parmi les amandiers – Marie Le Floc'h
  - L'Aventure atomique – Loïc Barché
  - Loučení – Mathilde Profit